# 月の石 (芸能事務所)
株式会社月の石（つきのいし）は、かつて存在した日本の芸能事務所。本社所在地は東京都杉並区。
映像作品で活動する俳優のマネジメント業務を中心に、映画のキャスティング、企画制作および配給、宣伝も行っていた。
2016年、三重県伊賀市に新規法人「株式会社くノ一」を開設し、芸能事務所ムーンストーンを閉鎖。実質的業務を株式会社くノ一に移管する。
2018年、株式会社月の石を閉鎖。株式会社くノ一では、伊賀市のローカルアイドル「IGA901」（アイジーエーくのいち)のプロデュースした（2019年以降活動休止）。

## かつて所属していたタレント

### 俳優
- 近藤善揮
- 寺岡勝則
- 池島ゆたか
- 高味光一郎
- 吉田侑生
- 澤井晋介
- 児玉純一

### 女優
- 神楽坂恵
- 藤崎ルキノ
- 三田真央
- 吉野有佳
- 竹下かおり
- 大塚麻恵